# Viticulture en Macédoine du Nord

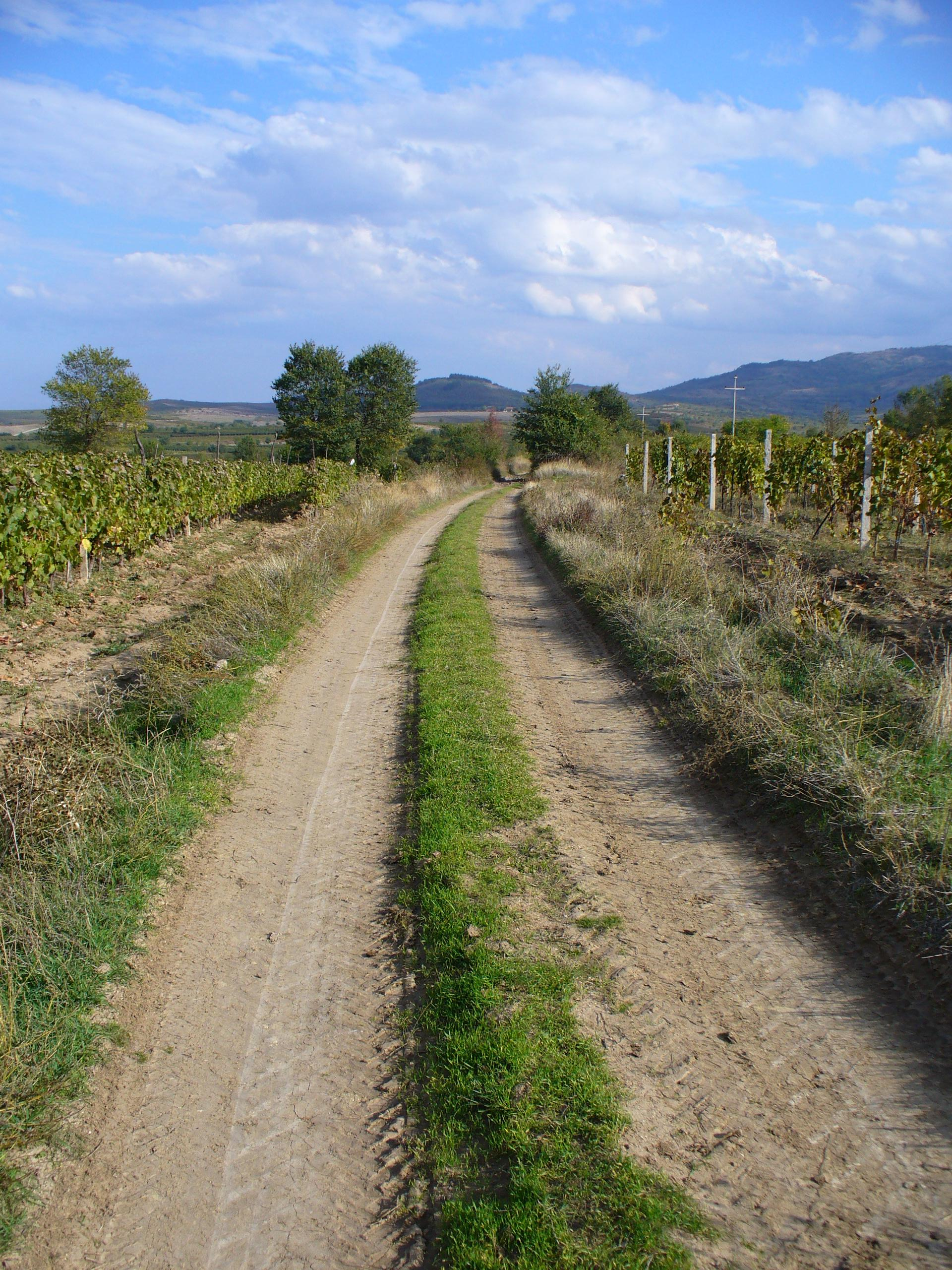
Vignoble du Tikveš.

La viticulture a été introduite en Macédoine du Nord pendant l'Antiquité. Le pays, essentiellement montagneux, connaît un climat continental modéré[pas clair] et produit actuellement[Quand ?] des cépages internationaux et locaux. Sa production est surtout orientée vers l'exportation, notamment vers l'Allemagne, et se développe rapidement, en raison de nombreux investissements. Le vignoble macédonien s'étend sur 28 000 hectares. Le pays produit 980 000 hectolitres de vin par an, pour 150 000 tonnes de raisin récolté. La plus grande entreprise, la Tikveš Winery, a été classée en 2008 parmi les trente meilleures marques mondiales lors du Salon international de l'alimentation.

## Histoire

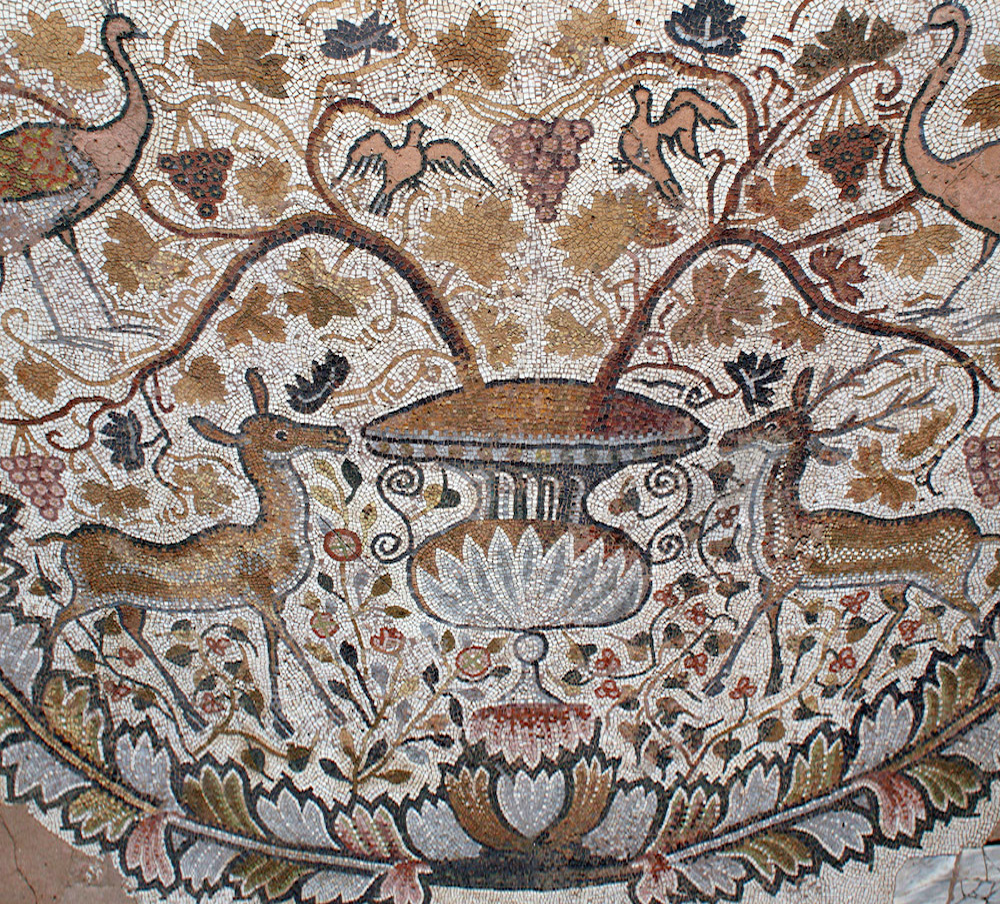
Mosaïque romaine d'Heraclea Lyncestis, l'actuelle Bitola, sur la Via Egnatia

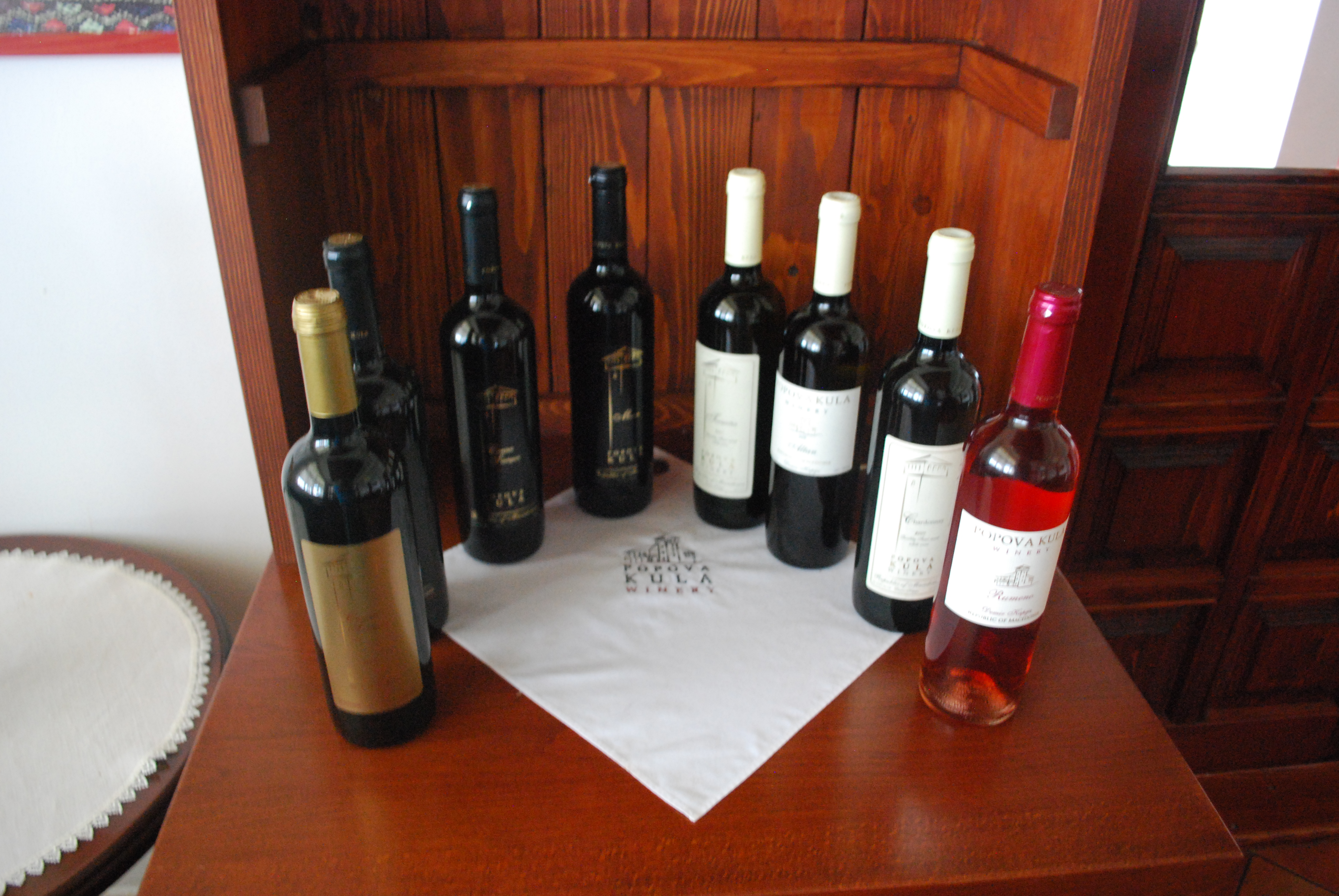
Vins de Popova Kula

La production de vin sur le territoire de la Macédoine du Nord commence vraisemblablement sous la domination romaine, d'abord dans la vallée du Vardar, première région viticole. 
Lorsque la grande région fait partie de l'Empire ottoman, du XIVe siècle à 1912, la culture de la vigne est maintenue par les monastères. 
Ensuite, la Macédoine yougoslave fabrique les deux tiers de la production vinicole de la Yougoslavie. 
Le vin macédonien est alors bon marché et largement exporté vers l'Allemagne ou vers la Russie. 
Il est vendu en vrac et souvent mélangé à des vins de coupage. 
Pendant la période yougoslave, la culture de la vigne est surtout une activité familiale, comme aujourd'hui.
Les petits producteurs vendent leur récolte à de grandes entreprises. 
Depuis l'indépendance du pays en 1991, plusieurs nouvelles entreprises destinées à la production de vins de qualité sont apparues.
Les contrôles et les sélections sont devenus plus stricts, et d'importants investissements ont été faits. 
Les producteurs macédoniens cherchent ainsi à conquérir de nouveaux marchés, notamment le Royaume-Uni.

## Cépages
La Macédoine du Nord produit son vin rouge à partir de vignes de basse altitude, qui poussent dans des sols riches et argileux et riches. Le vin blanc est fait avec des vignes blanches poussant dans des sols plus légers et plus élevés. 
Le vin rouge est surtout produit à partir de cépages internationaux, comme le Merlot, le Cabernet sauvignon, le Cabernet franc et le Pinot noir, et à partir de variétés locales comme la Stanouchina, le Prokoupets, le Vranets, la Kratochia et la Kadarka. 
Le vin blanc est produit avec du Chardonnay, du Sauvignon blanc, du Riesling, du Sémillon, du Grenache blanc, de la Smederevka, de la Jilavka, de la Joupyanka, du Traminets et de la Temyanika.

### Vranac
Le Vranets (en macédonien Вранец, souvent romanisé en Vranec) est la variété la plus cultivée. On le trouve dans l'ensemble du pays. Ses baies d'un rouge foncé se récoltent à partir de la mi-septembre ou en octobre dans les régions plus froides. Les vins jeunes sont riches en tanin et ont un goût fruité qui se complexe avec le vieillissement.
Il se mélange bien avec le Cabernet sauvignon et le Merlot.

### Stanouchina
La Stanouchina (en) (en macédonien Станушина, souvent romanisé en Stunashina ou Stunašina), est un cépage typiquement macédonien peu connu et largement remplacé par des variétés internationales. Son raisin mûrit très tard mais donne de bons rendements et produit un vin clair et riche en acides. Un des meilleurs vins issus de ce cépage est le « Kavadarka ».

### Traminets
Le Traminets (en) (en macédonien Траминец, souvent romanisé en Traminec) est un cépage blanc qui donne un vin jaune d'or avec parfois une teinte violet pâle. 
Ce vin à goût de Gewürtztraminer est également très sucré.

### Temyanika
La Temyanika (en) (en macédonien Темјаника, souvent romanisé en Temjanika) doit son nom à « темјан », qui signifie thym en macédonien. 
Ce petit muscat à petits grains possède en effet un fort arôme de thym. 
Son vin blanc est jaune et tire vers le vert.

### Žilavka
La Jilavka (en macédonien Жилавка, souvent romanisé en Žilavka) est un cépage blanc très concentré en acides et en alcool (souvent plus de 12 ou 13 %). Son acidité est amplifiée par une récolte précoce. Son vin a une couleur vert-jaune et il est sec et fort.

## Régions viticoles
La Macédoine du Nord compte trois régions de production divisées en 16 zones vinicoles.

### Vallée du Vardar

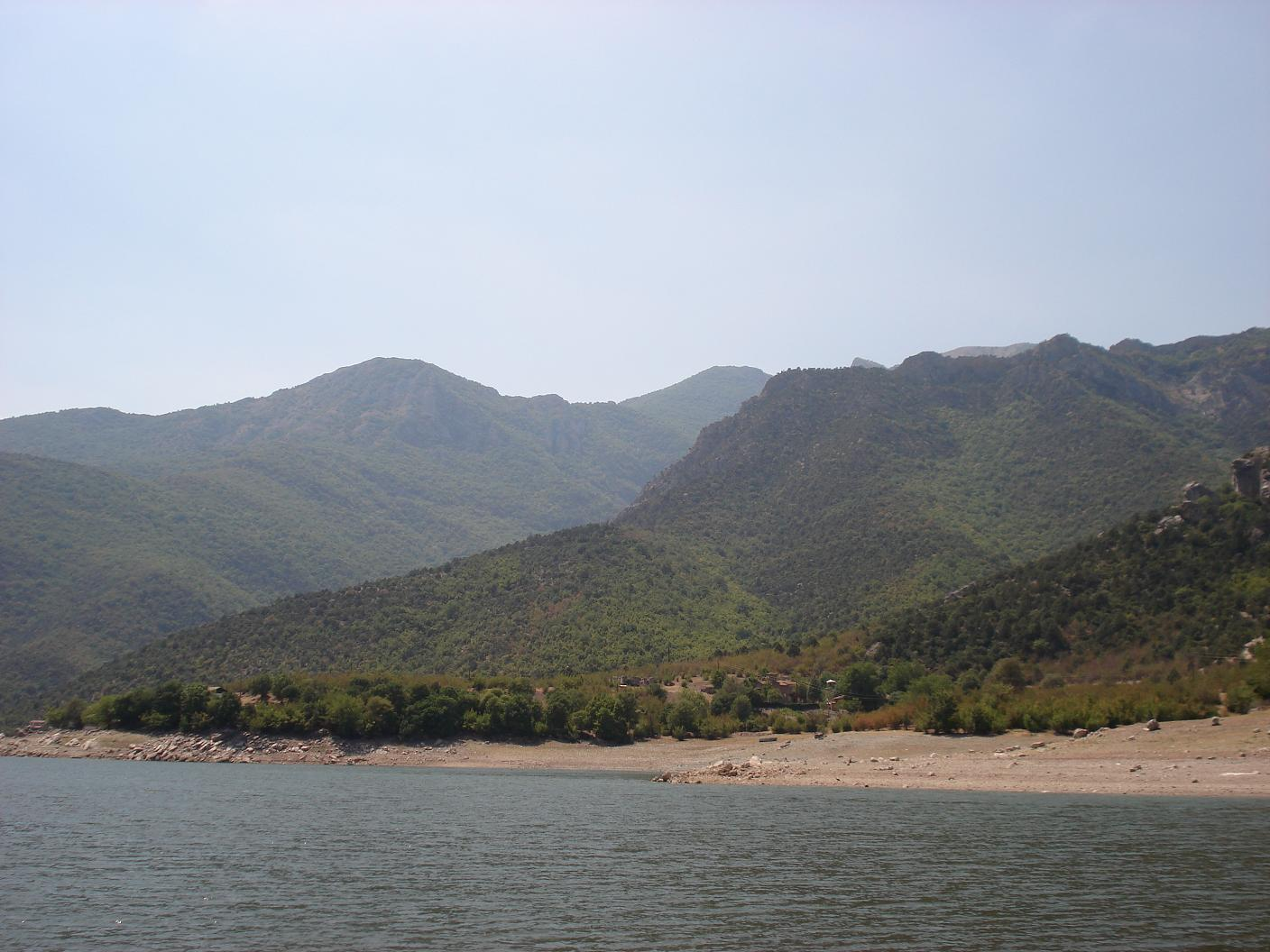
La région du Tikveš.

La vallée du Vardar, appelée aussi Povardariyé, est la plus grande région viticole. Le Vardar est le seul fleuve du pays, qu'il traverse du nord au sud avant de franchir la frontière grecque et de se jeter dans la mer Égée. La vallée en elle-même se trouve à une altitude variant entre 50 et 600 m et connaît des climats méditerranéens et continentaux à étés chauds et secs. 85 % du vin macédonien est produit ici et on y trouve surtout le Merlot, le Cabernet sauvignon, la Kadarka, la Smederevka, la Stanouchina, le Pinot noir, le Grenache blanc, le Chardonnay, la Temyanika, la Jilavka, le Muscat blanc, etc. 
Les zones vinicoles sont Skopje, Vélès, Tikveš, Gevgelija-Valandovo, Stroumitsa-Radovich, Ovtché Polé et Kotchani-Vinitsa.

### Pélagonie-Polog

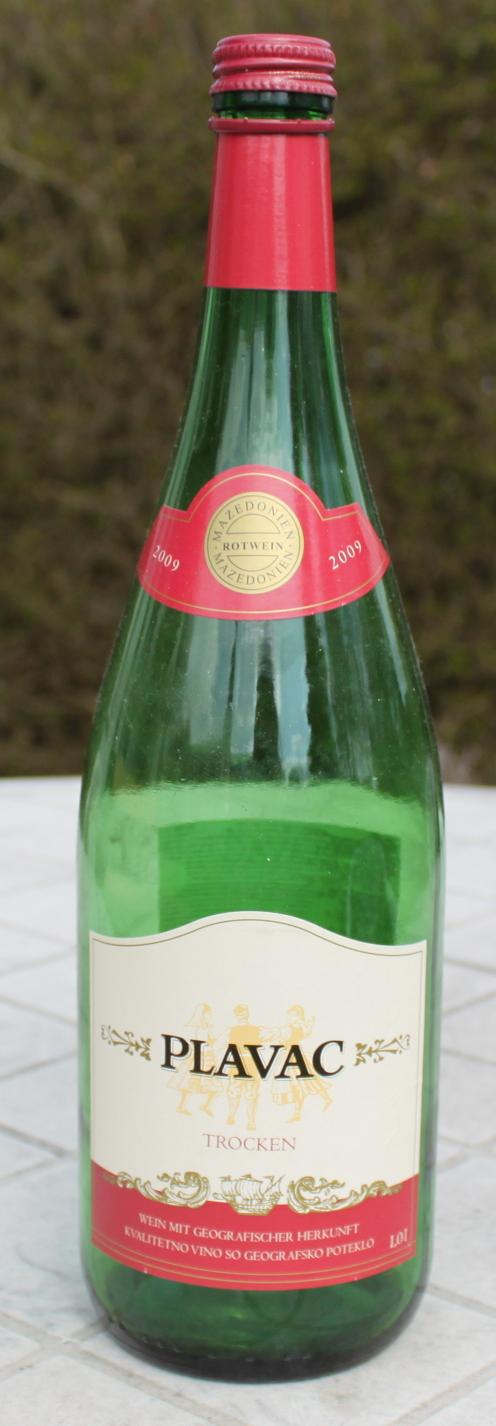
Bouteille de Plavac, exportée en Allemagne

Cette région porte les noms des deux grandes plaines du pays, la Pélagonie et le Polog. Elle se trouve au sud et sud-ouest du pays, et les vignes poussent sur des plateaux et des petites montagnes, entre 600 et 680 m d'altitude. Elles produisent 11 % du vin macédonien. On y trouve des cépages rouges comme le Cabernet sauvignon, le Gamay, le Merlot, le Pinot noir, le Prokoupets et le Vranets, et des cépages blancs comme le Riesling, le Chardonnay, le Sauvignon blanc, la Jilavka et la Smederevka.
Les zones vinicoles sont Prilep, Bitola, Prespa, Ohrid, Kitchevo et Tetovo.

### Ptchinya-Osogovo
La région porte le nom de la rivière Ptchinya et du massif d'Osogovo. C'est la plus aride et la plus montagneuse, ses vignes poussent entre 440 et 850 m d'altitude. Le climat est plus froid que dans les autres régions et les vents du nord sont fréquents. La région produit 4 % du vin macédonien. On y trouve surtout des variétés rouges locales, comme le Vranets, mais aussi le Cabernet sauvignon, le Gamay et le Pinot noir et des cépages blancs comme le Muscat ottonel, le Sauvignon blanc, le Riesling et la Jilavka.
Les zones vinicoles sont Koumanovo, Kratovo et le Piyanets (qui correspond à la vallée de la Bregalnitsa vers Deltchevo et Pehtchevo).